# David Bohm
David Joseph Bohm FRS (20. prosince 1917, Wilkes-Barre – 27. října 1992, Londýn) byl americko-britský fyzik. Je autorem bohmovské interpretace kvantové mechaniky, také objevil tzv. Aharonovův–Bohmův jev. Svůj doktorát obdržel jakožto student Roberta Oppenheimera a během svého života pracoval velmi blízce s mnoha významnými osobnostmi, například Albertem Einsteinem. Ačkoliv v době publikace jeho interpretace nesklidila tak velký úspěch, dnes je řazen mezi nejvýznamnější kvantové fyziky historie.

## Život
Pocházel ze židovské rodiny, jeho otec emigroval do USA z Maďarska, matka z Litvy. Víru svých rodičů ovšem nepřijal a stal se agnostikem. Dostal se do studijní skupiny Roberta Oppenheimera na Kalifornské univerzitě v Berkeley. Díky tomu se dostal i do projektu Manhattan, tedy k výrobě první atomové bomby v Los Alamos. Po válce se stal profesorem na Princetonské univerzitě, kde spolupracoval s Albertem Einsteinem. Kvůli svým raným sympatiím ke komunismu však musel v mccarthyovské éře opustit jak univerzitu, tak Spojené státy. Stal se nejprve brazilským a nakonec britským občanem.